# メーヴェ (競走馬)
メーヴェ（欧字名:Mowen、2008年5月8日 - ）は、イギリスで生産された日本の競走馬、繁殖牝馬。
競走馬としてはオープン特別戦を勝利したが、重賞競走のタイトルには届かなかった。引退後は繁殖牝馬となり、受胎率の低さに悩まされながらもタイトルホルダー、メロディーレーンと2頭のステイヤーを出した。
馬名の由来は、ドイツ語においてカモメを意味する、風の谷のナウシカに登場する架空の飛行用装置（メーヴェを参照）。

## 経歴

### 出生
父モティヴェーターは無敗でエプソムダービーを制した馬。母トップテーブルはイギリスで8戦未勝利であった。メーヴェもイギリスで生産され、岡田牧雄によって日本へ持ち込まれた。

### 競走馬時代
2010年8月14日、札幌競馬場第4競走の2歳新馬戦で、横山典弘を鞍上にデビュー。芝1500m戦のこのレースではのちにGIを2勝するグランプリボスの5着に敗れる。その後、鞍上と距離を試行錯誤しながら、年が明けた2011年の6戦目の未勝利戦ではダート1200m戦に出走。2着に半馬身差をつけて、ここでようやく初勝利を挙げた。続く重賞初参戦のクイーンカップでは10番人気ながらホエールキャプチャの5着と健闘するも、チューリップ賞、カルミア賞（500万下）ではどちらも着外に終わる。だが次走の3歳500万下を三浦皇成とともに勝利すると、さらに2戦目を挟み立冬特別（1000万下）を三浦とのタッグで勝利。このまま勝ち上がると思われたが、福島牝馬ステークスを含む5連戦をするも勝てない競馬が続き、特に常総ステークス（1600万下）は9頭立て8着というブービーの結果に終わり、フリーウェイステークス（1600万下）3着のあとに降級してしまう。しかし、降級2戦目のマレーシアカップ（1000万下）では3番人気から半年以上ぶりの勝利を掴み、さらにその流れで丹頂ステークス（OP）も制し、一気にオープン馬へと登りつめた。だが、続けて挑んだ府中牝馬ステークスとアルゼンチン共和国杯でどちらも惨敗。このレースをもって競走馬を引退することとなった。

### 繁殖牝馬時代
引退後は岡田スタッドで繁殖入り。初年度はヴィクトワールピサを種付けしたものの、不受胎であった。
翌年はオルフェーヴルを種付けし、ここで誕生したのがメロディーレーンであった。メロディーレーンは生まれつき非常に体格が小さく、競走馬になれるかも危ぶまれており、デビュー戦時の馬体重も336kgと競走馬としては規格外といえる小ささであった。しかし、10戦目の未勝利戦をテン乗りの岩田望来と共に9馬身差の圧勝で勝利。JRAにおける史上最軽馬体重勝利の記録を更新した。その後の活躍も目を見張るものがあり、菊花賞では12番人気という低評価ながら5着となり、1995年のダンスパートナーの5着ぶりとなる牝馬の菊花賞入着を果たした。その後、2021年の古都ステークスを勝利し、ついにオープン馬となった。
この翌年はディープインパクトを種付けしたが、死産となった。
その翌年はドゥラメンテを種付けし、受胎。無事出産し、誕生した仔がタイトルホルダーである。タイトルホルダーはデビュー戦を1番人気に応え制し、東京スポーツ杯2歳ステークスとホープフルステークスをダノンザキッドの2、4着と好走する。そして年が明けた2021年の弥生賞ディープインパクト記念では、1番人気に支持されていたダノンザキッド、NHKマイルカップを制することになるシュネルマイスターらを破って勝利。タイトルホルダー自身の重賞初制覇、そしてメーヴェも2頭目の仔にしてようやく初の産駒の重賞制覇を果たした。その後も皐月賞ではエフフォーリアの2着となるなど活躍し、同年の菊花賞ではスタートからハナを切り、見事に逃げ切り勝ちを収めGⅠ初制覇を果たした。その後、有馬記念ではメロディーレーンと初共演。タイトルホルダーは5着であった。2022年は日経賞1着を挟み、天皇賞・春に再びメロディーレーンともに出走。ここでも逃げの戦法を取り、圧倒的1番人気のディープボンドに7馬身も差をつけ圧勝した。
このように産駒は長距離を中心に活躍を見せるものの、メーヴェ自身は受胎率が圧倒的に低い状況が続き、ドゥラメンテをつけた翌年は圧倒的な受胎率を誇るゴールドシップを種付けしたものの不受胎。更に翌年はヴィクトワールピサを付けるもまた不受胎となる。
2020年に至っては、キズナを種付けして不受胎であったため、その翌月にドゥラメンテを種付けするも不受胎。2021年もドゥラメンテを種付けしたものの不受胎であり、同月のうちにキズナを種付けしている。
この受胎率の悪さゆえに、2019年に死亡したディープインパクトとの仔の誕生、タイトルホルダーの活躍直後に死亡したドゥラメンテとの仔（タイトルホルダーの全兄弟となる）の誕生は叶わなくなってしまっている。
2022年にはエピファネイアを付けたが不受胎で、ベンバトルを付け直し、5年ぶりの受胎となった。
2023年、5年ぶりに牝馬の子供が誕生した。岡田牧雄代表は「ファンの方々からのお守りやお手紙のおかげで、元気な仔が生まれました」とコメントした。

## 競走成績
以下の内容は、netkeiba.comおよびJBISサーチに基づく。
| 競走日     | 競馬場 | 競走名                   | 格       | 馬場・距離 （馬場状態） | 頭数 | 枠番 | 馬番 | オッズ （人気） | 着順 | タイム （上がり3F） | 着差 | 騎手       | 斤量 [kg] | 1着馬（2着馬）         | 馬体重 [kg] |
| ---------- | ------ | ------------------------ | -------- | ----------------------- | ---- | ---- | ---- | --------------- | ---- | ------------------- | ---- | ---------- | --------- | ---------------------- | ----------- |
| 2010.08.14 | 札幌   | 2歳新馬                  |          | 芝1500m（良）           | 12   | 1    | 1    | 4.7（3人）      | 5着  | 1:30.8 (36.0)       | 1.3  | 横山典弘   | 54        | グランプリボス         | 462         |
| 0000.08.29 | 札幌   | 2歳未勝利                |          | 芝1200m（良）           | 10   | 7    | 7    | 6.6（2人）      | 3着  | 1:10.6 (35.3)       | 0.3  | 横山典弘   | 54        | テイエムジョニクロ     | 454         |
| 0000.11.28 | 東京   | 2歳未勝利                |          | 芝1400m（良）           | 18   | 2    | 4    | 14.7（5人）     | 2着  | 1:22.5 (34.1)       | 0.2  | C.ルメール | 54        | ダンシングロイヤル     | 448         |
| 0000.12.19 | 中山   | 2歳未勝利                |          | 芝1600m（良）           | 16   | 1    | 1    | 2.6（1人）      | 5着  | 1:38.4 (35.5)       | 0.3  | C.ルメール | 54        | ドラゴンライズ         | 452         |
| 0000.12.25 | 中山   | 2歳未勝利                |          | 芝1200m（良）           | 16   | 7    | 13   | 3.7（2人）      | 2着  | 1:10.9 (35.0)       | 0.0  | 蛯名正義   | 54        | アポロフィオリーナ     | 452         |
| 2011.01.15 | 中山   | 3歳未勝利                |          | ダ1200m（良）           | 16   | 8    | 15   | 3.9（2人）      | 1着  | 1:12.6 (37.8)       | -0.1 | 蛯名正義   | 54        | （フェアユース）       | 454         |
| 0000.02.12 | 東京   | クイーンC                | GIII     | 芝1600m（稍）           | 16   | 1    | 2    | 86.4 (10人）    | 5着  | 1:35.7 (34.4)       | 0.3  | 蛯名正義   | 54        | ホエールキャプチャ     | 450         |
| 0000.03.05 | 阪神   | チューリップ賞           | GIII     | 芝1600m（良）           | 12   | 8    | 12   | 41.7（5人）     | 7着  | 1:35.8 (35.1)       | 1.3  | 四位洋文   | 54        | レーヴディソール       | 446         |
| 0000.05.28 | 新潟   | カルミア賞               | 500万下  | 芝1400m（良）           | 16   | 2    | 3    | 3.1（1人）      | 10着 | 1:24.5 (36.2)       | 1.9  | 丸山元気   | 54        | サトノフローラ         | 454         |
| 0000.06.11 | 東京   | 3歳500万下               |          | 芝1800m（重）           | 11   | 8    | 11   | 7.5（5人）      | 1着  | 1:49.8 (34.9)       | -0.0 | 三浦皇成   | 54        | （プレミアムテースト） | 450         |
| 0000.09.10 | 中山   | 紫苑S                    | OP       | 芝2000m（良）           | 15   | 3    | 4    | 38.0（10人）    | 4着  | 1:58.6 (34.7)       | 0.4  | 木幡初広   | 54        | カルマート             | 454         |
| 0000.10.15 | 京都   | 堀川特別                 | 1000万下 | 芝1800m（稍）           | 16   | 1    | 1    | 13.0（5人）     | 5着  | 1:46.7 (34.5)       | 0.7  | 藤田伸二   | 53        | ビッグスマイル         | 456         |
| 0000.11.06 | 東京   | 立冬特別                 | 1000万下 | 芝1800m（良）           | 9    | 8    | 8    | 2.6（1人）      | 1着  | 1:47.3 (34.3)       | -0.1 | 三浦皇成   | 52        | （ヤマカツゴールド）   | 456         |
| 0000.11.27 | 東京   | 東京ウェルカムプレミアム | 1600万下 | 芝2000m（良）           | 16   | 7    | 14   | 23.7（9人）     | 4着  | 2:00.4 (34.0)       | 0.9  | 丸山元気   | 53        | フェデラリスト         | 452         |
| 2012.03.25 | 中山   | 常総S                    | 1600万下 | 芝2000m（稍）           | 9    | 3    | 3    | 13.4（6人）     | 8着  | 2:03.9 (34.5)       | 0.4  | 三浦皇成   | 53        | タムロスカイ           | 464         |
| 0000.04.21 | 福島   | 福島牝馬S                | GIII     | 芝1800m（良）           | 16   | 5    | 9    | 38.7（10人）    | 9着  | 1:46.8 (35.3)       | 0.8  | 宮崎北斗   | 53        | オールザットジャズ     | 458         |
| 0000.05.20 | 東京   | フリーウェイS            | 1600万下 | 芝1400m（良）           | 17   | 8    | 17   | 16.5（7人）     | 3着  | 1:20.4 (33.9)       | 0.8  | 浜中俊     | 53        | ミトラ                 | 458         |
| 0000.06.09 | 東京   | 江の島特別               | 1000万下 | 芝1600m（重）           | 9    | 5    | 5    | 11.8（5人）     | 4着  | 1:38.8 (36.0)       | 1.0  | 北村宏司   | 55        | ルルーシュ             | 456         |
| 0000.08.12 | 札幌   | マレーシアC              | 1000万下 | 芝2000m（良）           | 9    | 6    | 6    | 5.8（3人）      | 1着  | 2:00.3 (34.9)       | -0.1 | 宮崎北斗   | 55        | （ホッコーガンバ）     | 448         |
| 0000.09.02 | 札幌   | 丹頂S                    | OP       | 芝2600m（良）           | 14   | 2    | 2    | 10.6（6人）     | 1着  | 2:40.6 (35.7)       | -0.0 | 宮崎北斗   | 50        | （コスモロビン）       | 456         |
| 0000.10.13 | 東京   | 府中牝馬S                | GII      | 芝1800m（良）           | 17   | 5    | 10   | 51.4（12人）    | 13着 | 1:46.3 (33.6)       | 0.8  | 宮崎北斗   | 54        | マイネイサベル         | 460         |
| 0000.11.04 | 東京   | アルゼンチン共和国杯     | GII      | 芝2500m（良）           | 15   | 8    | 14   | 71.6（11人）    | 9着  | 2:31.3 (35.2)       | 1.4  | 宮崎北斗   | 52        | ルルーシュ             | 458         |

- 競走名のCはカップ、Sはステークスの略。

## 繁殖成績
|       | 馬名              | 誕生年 | 性 | 毛色         | 父                 | 厩舎           | 馬主     | 戦績              | 出典   |
| ----- | ----------------- | ------ | -- | ------------ | ------------------ | -------------- | -------- | ----------------- | ------ |
|       | （2014年 不受胎） |        |    |              | ヴィクトワールピサ |                |          |                   |        |
| 初仔  | メロディーレーン  | 2016年 | 牝 | 鹿毛         | オルフェーヴル     | 栗東・森田直行 | 岡田牧雄 | 36戦4勝（繁殖）   | [ 11 ] |
|       | （死産）          | 2017年 |    |              | ディープインパクト |                |          |                   |        |
| 2番仔 | タイトルホルダー  | 2018年 | 牡 | 鹿毛         | ドゥラメンテ       | 美浦・栗田徹   | 山田弘   | 19戦7勝（種牡馬） | [ 12 ] |
|       | （2018年 不受胎） |        |    |              | ゴールドシップ     |                |          |                   |        |
|       | （2019年 不受胎） |        |    |              | ヴィクトワールピサ |                |          |                   |        |
|       | （2020年 不受胎） |        |    |              | キズナ             |                |          |                   |        |
|       | （2020年 不受胎） |        |    | ドゥラメンテ |                    |                |          |                   |        |
|       | （2021年 不受胎） |        |    |              |                    |                |          |                   |        |
|       |                   |        |    | キズナ       |                    |                |          |                   |        |
|       | （2022年 不受胎） |        |    |              | エピファネイア     |                |          |                   |        |
| 3番仔 | シーガルワールド  | 2023年 | 牝 |              | ベンバトル         |                |          | (デビュー前)      | [ 13 ] |
|       | （2024年 不受胎） |        |    |              | キタサンブラック   |                |          |                   |        |

- 2025年4月18日現在

## 血統表
| メーヴェの血統         | メーヴェの血統                  | メーヴェの血統                 | （血統表の出典）               | （血統表の出典）  |
| 父系                   | サドラーズウェルズ系            | サドラーズウェルズ系           | サドラーズウェルズ系           | [ § 2 ]           |
| 父 Motivator 2002 鹿毛 | 父の父Montjeu 1996 鹿毛         | Sadler's Wells                 | Northern Dancer                | Northern Dancer   |
| 父 Motivator 2002 鹿毛 | 父の父Montjeu 1996 鹿毛         | Sadler's Wells                 | Fairy Bridge                   |                   |
| 父 Motivator 2002 鹿毛 | 父の父Montjeu 1996 鹿毛         | Floripedes                     | Top Ville                      | Top Ville         |
| 父 Motivator 2002 鹿毛 | 父の父Montjeu 1996 鹿毛         | Floripedes                     | Toute Cy                       |                   |
| 父 Motivator 2002 鹿毛 | 父の母Out West 1994 黒鹿毛      | Gone West                      | Mr. Prospector                 | Mr. Prospector    |
| 父 Motivator 2002 鹿毛 | 父の母Out West 1994 黒鹿毛      | Gone West                      | Secrettame                     |                   |
| 父 Motivator 2002 鹿毛 | 父の母Out West 1994 黒鹿毛      | Chellingoua                    | Sharpen Up                     | Sharpen Up        |
| 父 Motivator 2002 鹿毛 | 父の母Out West 1994 黒鹿毛      | Chellingoua                    | Uncommitted                    |                   |
| 母 Top Table 1989 鹿毛 | 母の父Shirley Heights 1975 鹿毛 | Mill Reef                      | Never Bend                     | Never Bend        |
| 母 Top Table 1989 鹿毛 | 母の父Shirley Heights 1975 鹿毛 | Mill Reef                      | Milan Mill                     |                   |
| 母 Top Table 1989 鹿毛 | 母の父Shirley Heights 1975 鹿毛 | Hardiemma                      | *ハーディカヌート              | *ハーディカヌート |
| 母 Top Table 1989 鹿毛 | 母の父Shirley Heights 1975 鹿毛 | Hardiemma                      | Grand Cross                    |                   |
| 母 Top Table 1989 鹿毛 | 母の母Lora's Guest 1984 栗毛    | Be My Guest                    | Northern Dancer                | Northern Dancer   |
| 母 Top Table 1989 鹿毛 | 母の母Lora's Guest 1984 栗毛    | Be My Guest                    | What a Treat                   |                   |
| 母 Top Table 1989 鹿毛 | 母の母Lora's Guest 1984 栗毛    | Lora                           | Lorenzaccio                    | Lorenzaccio       |
| 母 Top Table 1989 鹿毛 | 母の母Lora's Guest 1984 栗毛    | Lora                           | Courtessa                      |                   |
| 母系(F-No.)            | 9号族(FN:9-c)                   | 9号族(FN:9-c)                  | 9号族(FN:9-c)                  | [ § 3 ]           |
| 5代内の近親交配        | Northern Dancer S4×M4 = 12.50%  | Northern Dancer S4×M4 = 12.50% | Northern Dancer S4×M4 = 12.50% | [ § 4 ]           |
| 出典                   | 1. 2. 3. 4.                     | 1. 2. 3. 4.                    | 1. 2. 3. 4.                    | 1. 2. 3. 4.       |